# Gradski SRC stadion Slavija

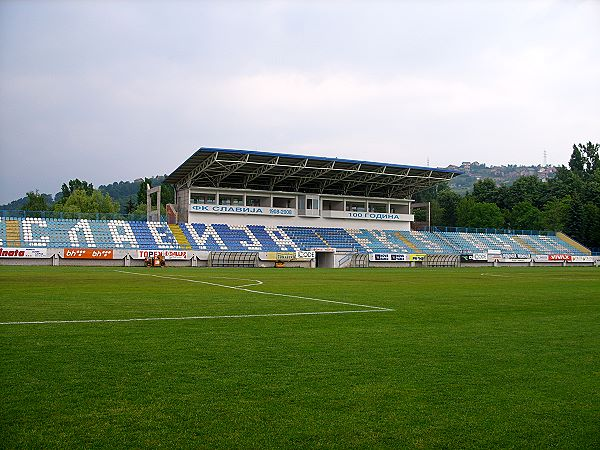
Gradski Sportsko-rekreativni centar stadion Slavija

Il Gradski Sportsko-rekreativni centar stadion Slavija, (in lingua italiana Centro sportivo e ricreativo cittadino stadio Slavija), noto anche come SRC Slavija, è un impianto sportivo polifunzionale di Sarajevo Est (Istočno Sarajevo in lingua bosniaca, una città della Bosnia ed Erzegovina situata nella Republika Srpska, a nord-est della capitale Sarajevo).

## Posizione
Lo stadio si trova a Naselje Starosjedilaca, un quartiere di Sarajevo Est, sul sito dello stadio del OFK Lukavica, squadra fusasi con lo Slavija nel 2002. Vicino allo stadio si trovano l'hotel "Espanja", il ristorante "Knez", il dormitorio studentesco "Čiča" ed il fiume Dobrinja. Il fiume Lukavica scorre accanto allo stadio.

## Storia
Dopo che lo Stadio Grbavica è passato sotto la gestione della federazione croato-musulmana, la dirigenza del FK Željezničar Srpsko Sarajevo si è trasferita nell'area dell'odierna Sarajevo Est, con l'intenzione di continuare l'attività del club. Il primo problema è stata la mancanza di un campo da calcio adeguato su cui Slavija e Željezničar avrebbero disputato le partite.
Nel 1996 lo Željezničar ha iniziato a costruire lo stadio. La prima posizione del nuovo stadio era sul territorio di Istočna Ilidža (nell'area dell'odierna stazione degli autobus di Sarajevo Est e dell'insediamento di Soko), ma è stato abbandonato e si iniziò la costruzione dello stadio sul sito dell'ex OFK Lukavica. Lo stadio è stato inaugurato lo stesso anno, con una capienza molto inferiore a quella odierna. Nel 1998, con la fusione di Slavija e Željezničar, la proprietà dello stadio apparteneva al FK Slavija. Negli anni successivi lo stadio è stato ampliato e ricostruito più volte, soprattutto nel 2004 e nel 2008, quando si è celebrato il 100º anniversario della fondazione di Slavija. Poi, lo stadio ha assunto l'aspetto riconoscibile di oggi, in cui lo Slavija gioca le sue partite.

## Capienza
La capienza odierna del Centro sportivo e ricreativo Slavija è di 4000 posti a sedere e 2000 posti in piedi. Furono costruite tre tribune, ovest, nord e sud. Le sedie sono state collocate sulla tribuna ovest ed è coperta la parte centrale. Ci sono palchi VIP sulla tribuna ovest. Il gruppo di fan di Slavija, i Sokolovi, sono nella tribuna nord.